# Sana Kassous
Sana Kassous (arabe : سناء كسوس), née le 27 avril 1983, est une actrice tunisienne connue pour avoir joué le rôle de Rim dans la série télévisée Sayd Errim.
Elle réside désormais en Égypte, où elle a adopté le nom de Sana Youssef. Elle joue dans plusieurs séries égyptiennes telles que Ferqat Naji Atallah (2012), Noktat Daaf (2013) et Dalaa Banat (2014).
En décembre 2010, elle est en couverture du magazine people tunisien Star Mag. Elle fait la couverture du magazine Sayidaty (en) en mai 2011.
En mai 2015, elle se marie au producteur égyptien Amro Makine.

## Filmographie

### Cinéma
- 2007 : L'Accident de Rachid Ferchiou
- 2007 : L'Œil et la nuit (court métrage) de Mohamed Ali Mihoub
- 2008 : L'Autre moitié du ciel de Kalthoum Bornaz
- 2012 : Room 6 de Mohammed Fakhri

### Télévision

#### Séries tunisiennes
- 2004 : Hssabet w Aqabet de Habib Mselmani
- 2005 : Aoudat Al Minyar de Habib Mselmani et Ali Louati : Chams
- 2006 : Hayet Wa Amani de Mohamed Godhbane
- 2006 : Hkeyet El Aroui de Habib Jomni
- 2007 : Layali el bidh de Habib Mselmani : Ahlem
- 2008 : Sayd Errim d'Ali Mansour et Rafika Boujday : Rim

#### Séries égyptiennes
- 2010 : Sleeping Walkers de Mohamed Fadhel
- 2011 : Maddah Elkamar (Baligh Hamdy) de Magdi Ahmed Ali
- 2012 : Ferqat Naji Atallah de Rami Imam (avec Adel Imam) : Nidhal
- 2013 : Noktat Daaf d'Ahmed Shafik et Emad El Gazwy (avec Jamel Suleiman et Feriel Graja)
- 2013 : Fadh Echtibak d'Ahmed Nour et Hazem Metwali (avec Ahmed Safwat et Rajaa Al Jeddawi)
- 2014 : Dalaa Banat de Shereen Adel (avec May Ezzeddine et Mohamed Imam) : Najwen
- 2015 : Fingerprints d'Ahmed Samir Farag

#### Séries étrangères
- 2008 : Les Mystères romains (épisodes 9 et 10 de la saison 1 : Les ennemis de Jupiter) de Paul Marcus : Delilah
- 2010 : Augustine: The Decline of the Roman Empire de Christian Duguay

## Récompenses
- Prix de la meilleure jeune actrice pour Layali el bidh au Cairo Arab Media Festival en 2007
- Prix de la meilleure actrice au Festival international de la radio et de la télévision du Caire en 2012